# Newcastle West
Newcastle West (irisch An Caisleán Nua Thiar) ist eine Stadt im County Limerick im Südwesten der Republik Irland.

## Der Ort
Newcastle West liegt im Südwesten des Countys nahe den Countys Kerry und Cork und ist nach Limerick City die zweitgrößte Stadt der Grafschaft. Sie liegt am River Arra, einem Nebenfluss des River Deel, und entwickelte sich um ein ab 1184 vom Templerorden errichtetes Schloss, dessen Überreste (“ruins”) sich in einem relativ guten Erhaltungszustand befinden. Die Einwohnerzahl des Ortes wurde bei der Volkszählung 2022 mit 7209 Personen ermittelt. Nicht zuletzt aufgrund ihrer günstigen Lage an einer Nationalstraße und nahe einer touristisch sehr beliebten Region hat die Stadt von dem Wirtschaftsaufschwung Irlands seit den späten 1980er-Jahren profitieren können und die Einwohnerzahl des Ortes sich zwischen 1991 und 2022 verdoppelt.

## Verkehrsanbindung
Newcastle West liegt zwischen Limerick City und Tralee am Kreuzungspunkt der N21 ins County Kerry mit der R515, die über Charleville ostwärts nach Tipperary führt. Über einen Abzweig dieser Regionalstraße kommt man bei Buttevant auf die N20 nach Cork City. An den Schienenverkehr in Irland ist Newcastle West nicht mehr angeschlossen.

## Sehenswürdigkeiten

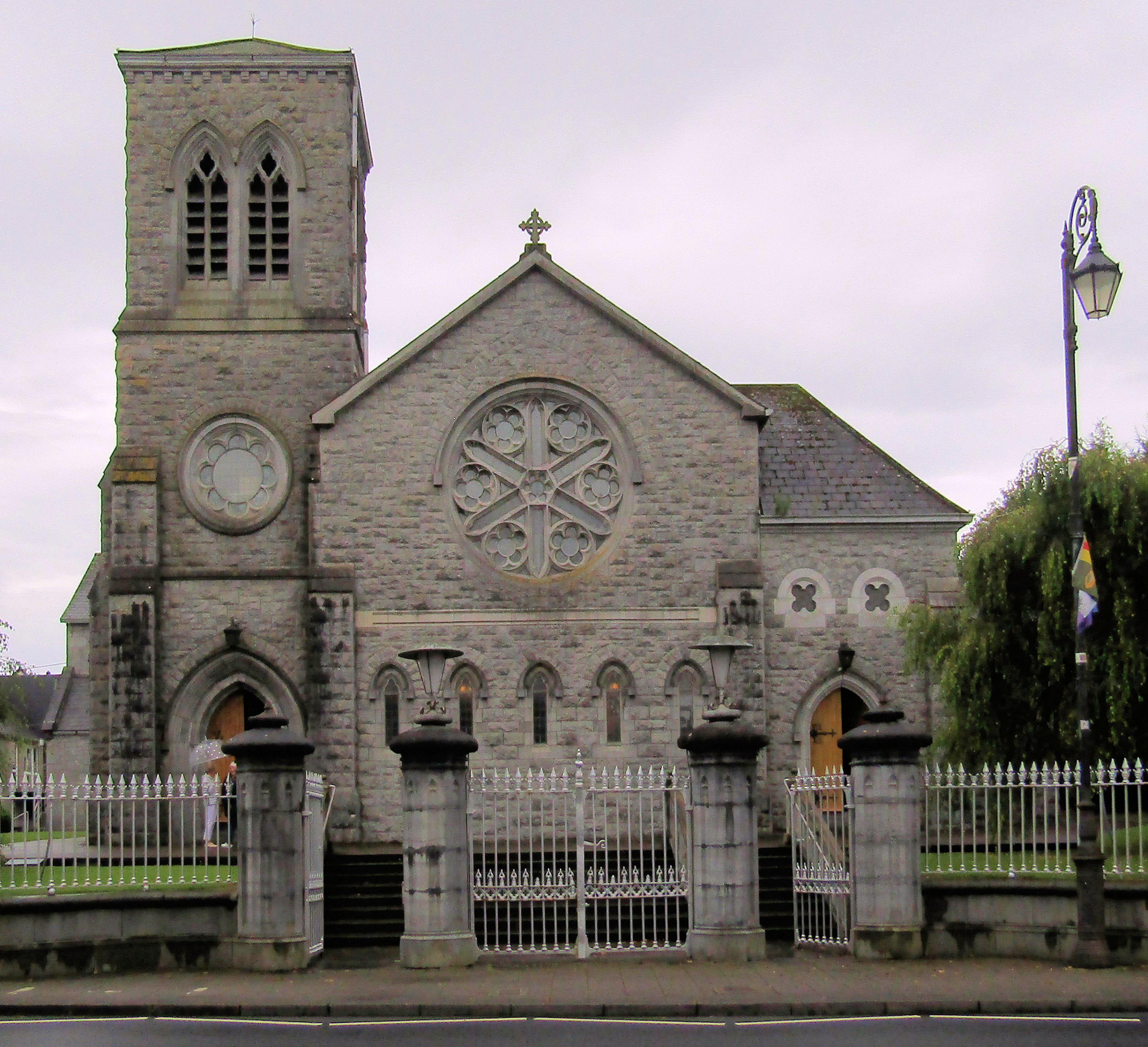
Kirche der Unbefleckten Empfängnis (Church of the Immaculate Conception)

## Persönlichkeiten
- Patrick O’Donovan (* 1977), Politiker der Fine Gael und Kulturminister